# Chief Design Officer
Chief Design Officer (abgekürzt CDO) oder Design Executive Officer (DEO) ist die englischsprachige Berufsbezeichnung für die hauptverantwortliche Führungskraft, die für die Designausrichtung eines Unternehmens oder einer öffentlichen Institution zuständig ist. Der CDO ist in der Regel für die Überwachung aller Design- und Innovationsaspekte der Produkte und Dienstleistungen eines Unternehmens verantwortlich, einschließlich Produktdesign, Grafikdesign, User Experience Design (UX) und Verpackungsdesign. Ein CDO kann auch teilweise für die Bereiche Werbung, Marketing und Technik verantwortlich sein.
Die Position hat sich erst kürzlich herausgebildet, ein CDO übernimmt dabei Rollen, die zuvor von einem Chief Marketing Officer (CMO), Chief Product Officer (CPO), Chief Brand Officer (CBO) oder an untergeordnete designverantwortliche delegiert wurden.

## Liste von Chief Design Officers
Die Übersicht erhebt keinen Anspruch auf Vollständigkeit.
| Name                  | Firma/Stadt                     | Zeitraum               |
| --------------------- | ------------------------------- | ---------------------- |
| Jonathan Ive          | Apple                           | 2015–2019              |
| Eric Quint            | 3M                              |                        |
| Mauro Porcini         | PepsiCo                         |                        |
| Sean Carney           | Philips                         |                        |
| Peter Schreyer        | Kia Motors                      |                        |
| Mariah Garrett        | USAA                            |                        |
| Stefano Marzano       | Electrolux                      |                        |
| Hanna Harris          | Stadt Helsinki                  | seit 03.2020           |
| Christopher Hawthorne | Stadt Los Angeles               | seit 03.2018           |
| Alastair Curtis       | Logitech                        | seit 06.2013           |
| Rogier van der Heide  | Philips Lighting Zumtobel Group | 2010–2014 seit 12.2014 |
| Opher Yom-Tov         | ANZ Bank                        | seit 09.2017           |